# PGC 4196
LEDA/PGC 4196, auch UGC 733, ist eine Balken-Spiralgalaxie vom Hubble-Typ SB(s)b im Sternbild Fische auf der Ekliptik. Sie ist schätzungsweise 555 Millionen Lichtjahre von der Milchstraße und hat einen Durchmesser von etwa 170.000 Lichtjahren.
Im selben Himmelsareal befinden sich unter anderem die Galaxien PGC 90522, PGC 1508128, PGC 1508218, PGC 1517938.